# جيتزو

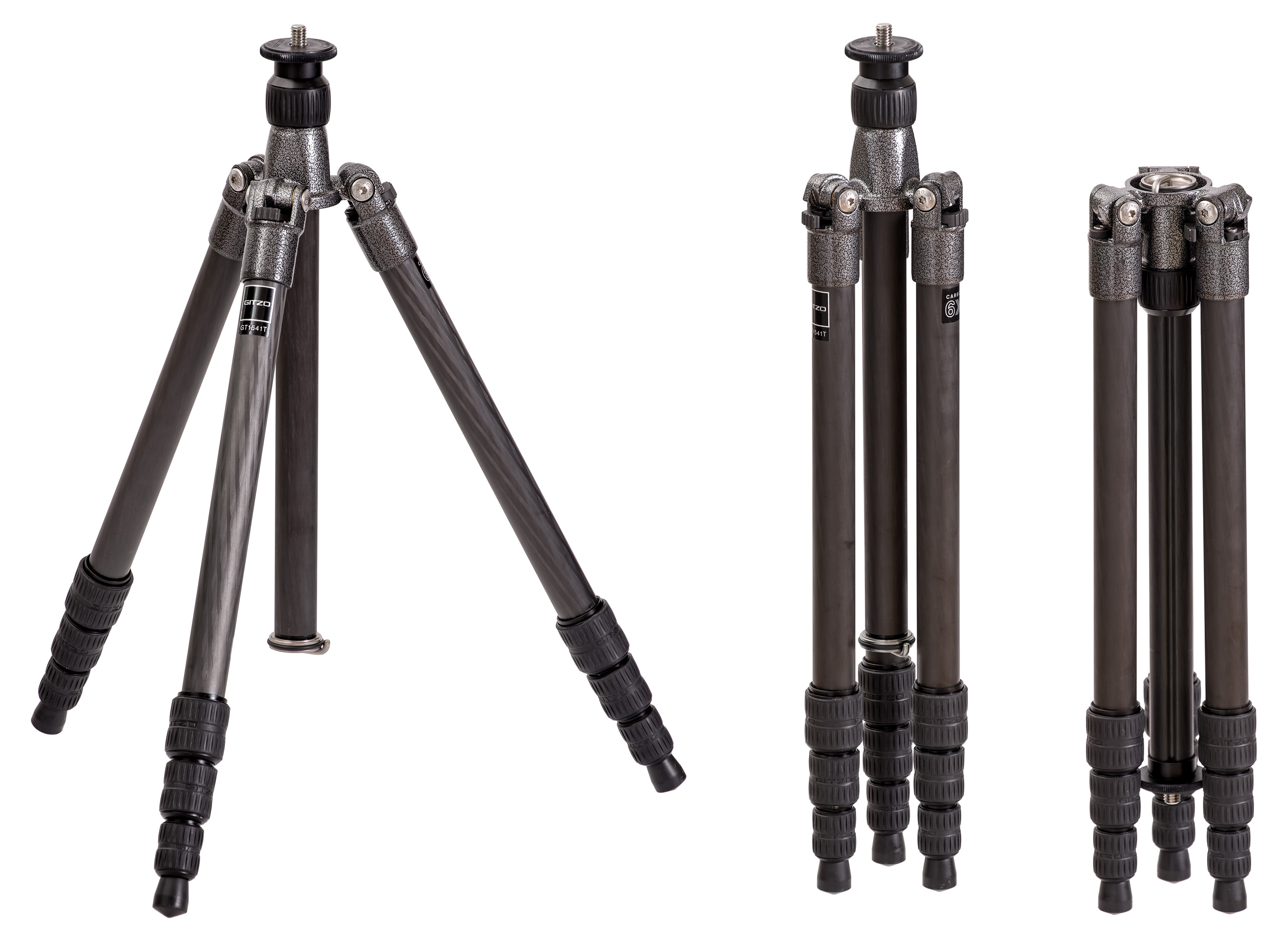
حامل ثلاثي الأرجل بأرجل قابلة للانعكاس.

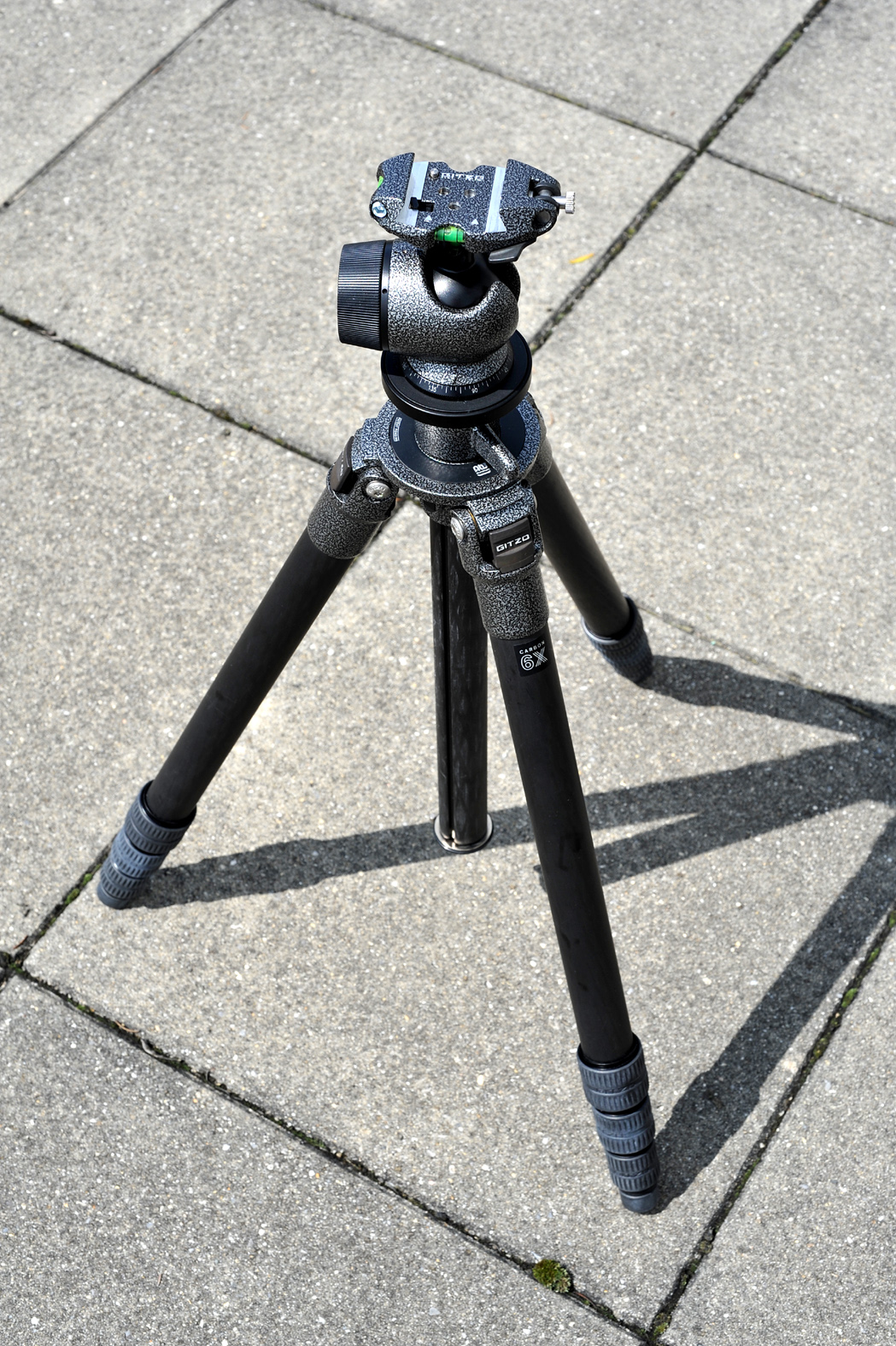
أرجل من ألياف الكربون

شركة جيتزو (بالفرنسية: Gitzo SA) هي شركة مصنعة لإكسسوارات التصوير الفوتوغرافي، بما في ذلك الحقائب، وهي، أيضًا، متخصصة في الحوامل والدعامات.

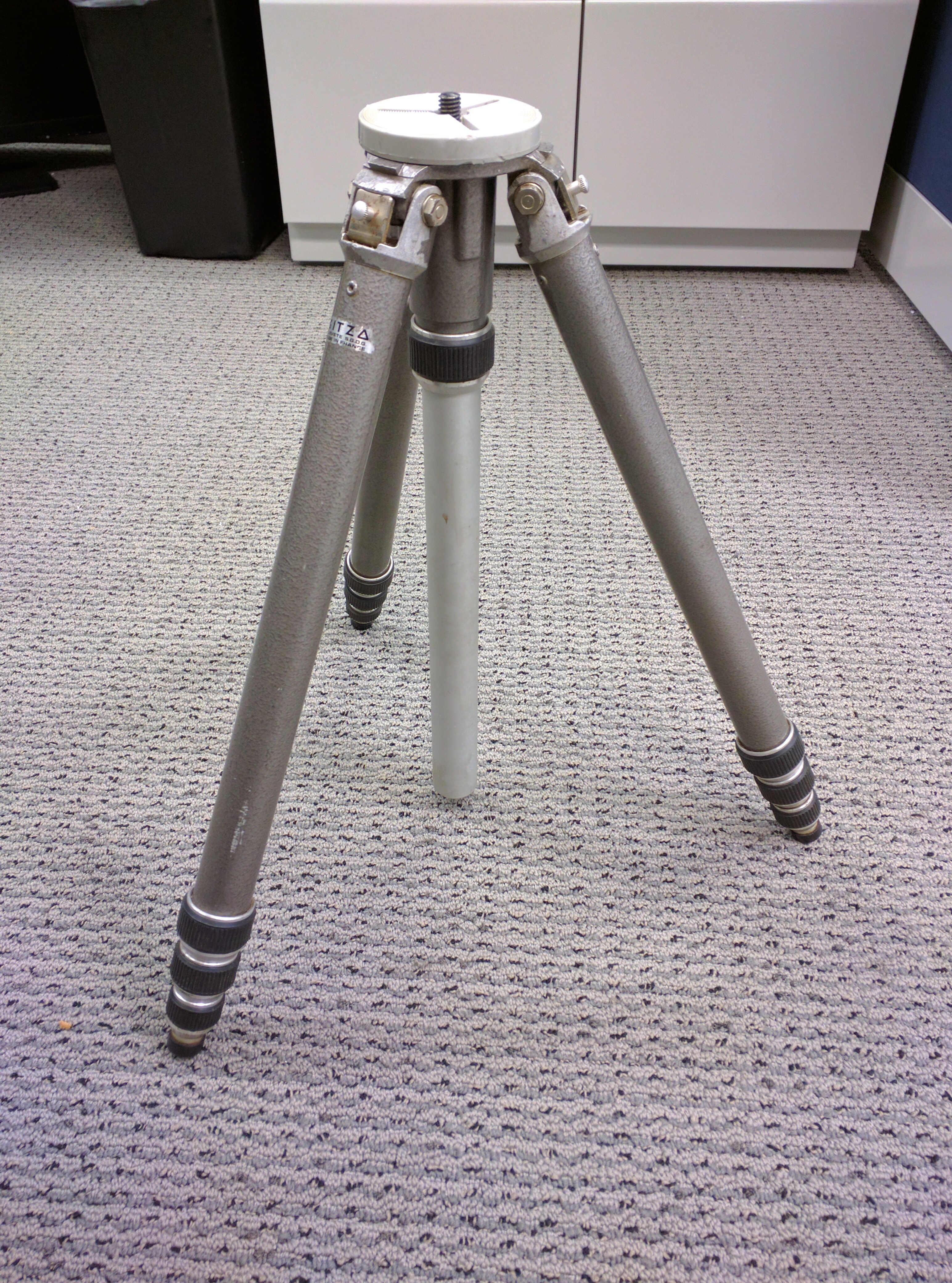

## روابط خارجية
- الموقع الرسمي